# Râul Vijiștea
Râul Vijiștea este un curs de apă, afluent al râului Teleorman. 